# قلعه برون
قلعه برون، روستایی از توابع بخش آبژدان شهرستان اندیکا در استان خوزستان ایران است.اهالی ازتیره سلطانعلی وند_طایفه هلیلوند ایل بزرگ قندعلی هستند.

## جمعیت
این روستا در دهستان کوشک قرار دارد و براساس سرشماری مرکز آمار ایران در سال ۱۳۸۵، جمعیت آن ۳۲۳ نفر (۶۰خانوار) بوده‌است.